# Microtia elva
Microtia elva är en fjärilsart som beskrevs av Bates 1864. Microtia elva ingår i släktet Microtia och familjen praktfjärilar. Inga underarter finns listade i Catalogue of Life.